# 武汉大学测绘学院
武汉大学测绘学院，其前身是1956年成立的原武汉测量制图学院。学院位于江城武汉，地处长江南岸，武昌东湖之滨，在珞珈山南麓，溯源于建设于1932年的国立同济大学测量系，2000年成为新武汉大学的一部分。

## 历史
- 1955年5月19日－6月10日，国务院副总理陈毅主持召开全国文化教育工作会议，制定了《高等教育部筹建武汉测量制图学院方案（草案）》。决定以同济大学、天津大学、南京工学院、华南工学院、青岛工学院等五所院校测绘专业的师资、设备为基础，创办中国第一所民用测绘高等学校。6月11日-14日，高教部主持召开了该学院第一次筹备委员会议，夏坚白被委任为筹委会副主任。
- 1956年，武汉测量制图学院正式成立，直属高等教育部领导。郭沫若为学校题写了校名。建校之初，学校设3个系、4个本科专业。学院于1956年9月1日在武汉市珞珈山南麓开学，学制5年。学校集中了以夏坚白、王之卓、陈永龄、金通尹、叶雪安等5位一级教授为代表的一批全国测绘学科的精英。
- 1958年，学院划归国家测绘局管理，并易名为武汉测绘学院。
- 1978年，武汉测绘学院被国家批准为全国重点大学；
- 1980年被国务院认定为首批具有硕士、博士授予权的单位之一；
- 1985年10月，学院更名为武汉测绘科技大学。
- 1993年，原武汉测绘科技大学的大地测量系与工程测量系两系合并，组建为地学测量工程学院。
- 2000年2月，武汉测绘科技大学又划归国家教育部管辖。2000年8月，国家教育部把原武汉测绘科技大学、原武汉水利电力大学、原湖北医科大学与原武汉大学合并重组，成立了新的武汉大学。在新的武汉大学建制下，以原地学测量工程学院为基础，组建了武汉大学测绘科学与技术学院；
- 2001年9月，学院更名为武汉大学测绘学院，设立地球物理学、测绘工程和导航工程三个本科专业和若干博士点，[1]该学院开设的专业在教育部学科排名中常年保持优势。2012年教育部组织的第三次学科评估中，测绘学院设置学科所属的测绘科学与技术和地球物理学全部位列全国第一。2017年教育部公布的第四次学科评估结果中，测绘学院设置学科所属的测绘科学与技术和地球物理学全部获得最高的A+评级。

## 专业设置
- 地球物理学
- 测绘工程（包含大地测量与卫星定位、工程与工业测量、航天航空测绘、地理信息工程、海洋测绘五个方向，并设置测绘工程卓越工程师班）武汉大学测绘工程专业介绍
- 导航工程

## 学校历任院（校）长
- 夏坚白（1903－1977），1958－1966年出任武汉测绘学院院长。
- 纪增觉（1914－2002），江苏泰县人。中国著名测量学家、测绘教育家。1980－1984年出任武汉测绘学院院长。
- 周忠谟（1934－），山东掖县（今莱州）人，1984－1988年出任武汉测绘科技大学校长。
- 宁津生（1932－），安徽桐城人。1956年毕业于同济大学测量系。现为中国工程院院士。1988-1997年出任武汉测绘科技大学校长。
- 李德仁（1939－），江苏镇江丹徒人，1963年毕业于武汉测绘学院航空摄影测量系，1981年获该校硕士学位，1985年获联邦德国斯图加特大学博士学位。现为中国科学院院士和中国工程院院士。1997－2000年出任武汉测绘科技大学校长。
- 刘经南（1943－），湖南长沙人。1967年毕业于武汉测绘学院天文大地测量专业，1982年获该校大地测量工学硕士学位。现为中国工程院院士。2003年至2008年任武汉大学党委常委、校长（副部级）。
- 李清泉（1963－），安徽天长人。1983年毕业于武汉测绘学院天文大地测量专业，后师从李德仁院士获得博士学位。2003年到2012年期间任武汉大学党委常委、副校长，常务副校长（正厅级）。

## 一级教授
- 夏坚白
- 王之卓
- 陈永龄
- 金通尹
- 叶雪安